# دهستان قره‌چای
دهستان قره‌چای یک دهستان‌ کردتبارشهرستان ساوه در استان مرکزی ایران است. این دهستان در بخش مرکزی شهرستان ساوه قرار داردومردم دهستان به زبان کردی تکلم می‌کنند و براساس سرشماری مرکز آمار ایران در سال ۱۳۹۰، جمعیت آن ۹۶۶۵ نفر (در ۲۵۳۹ خانوار) بوده‌است.
به گفته بزرگان دهستان تبعیدشده ازماهیدشت کرمانشاه به ساوه واصالت مردم روستا کردکلهراست.
1. ↑  «نتایج سرشماری ایران در سال ۱۳۹۰» (اکسل). درگاه ملی آمار. بایگانی‌شده از روی نسخه اصلی در ۲۰ شهریور ۱۴۰۲.